# Amtsgericht Großalmerode
Das Amtsgericht Großalmerode war ein preußisches Amtsgericht mit Sitz in Großalmerode.

## Vorgeschichte
In Kurhessen erfolgte 1821 die Trennung der Rechtsprechung von der Verwaltung und für die Rechtsprechung wurden Justizämter, darunter das Justizamt Großalmerode, eingerichtet. Es war dem Obergericht für die Provinz Niederhessen zugeordnet.

## Geschichte
Mit der Annexion Kurhessens durch Preußen 1866 wurden in der neuen Provinz Hessen-Nassau Amtsgerichte eingerichtet. Das Justizamt Großalmerode wurde entsprechend in das Amtsgericht Großalmerode umgewandelt. Es war dem Kreisgericht Kassel zugeordnet. Mit der Einführung der Reichsjustizgesetze entstanden 1879 reichsweit einheitlich Amtsgerichte. Das Amtsgericht Großalmerode behielt damit seinen Namen und erhielt die neuen Funktionen. Es war nun eines der 34 Amtsgerichte im Bezirk des Landgerichtes Kassel. Am Gericht bestand eine Richterstellen. Es war damit ein kleines Amtsgericht im Landgerichtsbezirk. Sein Gerichtsbezirk umfasste aus dem Kreis Witzenhausen den Stadtbezirk Großalmerode, die Gemeindebezirke Dudenrode, Epterode, Laudenbach, Rommerode, Trubenhausen, Uengsterode, Weißenbach und Wickenrode und den Gutsbezirk Oberförsterei Rottebreite. Das Amtsgericht Großalmerode wurde im Zweiten Weltkrieg zum 15. Juni 1943 zunächst Zweigstelle des Amtsgerichts Witzenhausen und dann vor 1945 aufgehoben.

## Amtsgerichtsgebäude
Das Amtsgerichtsgebäude (Kasseler Straße 68) steht als Kulturdenkmal unter Denkmalschutz.